# Dee Snider

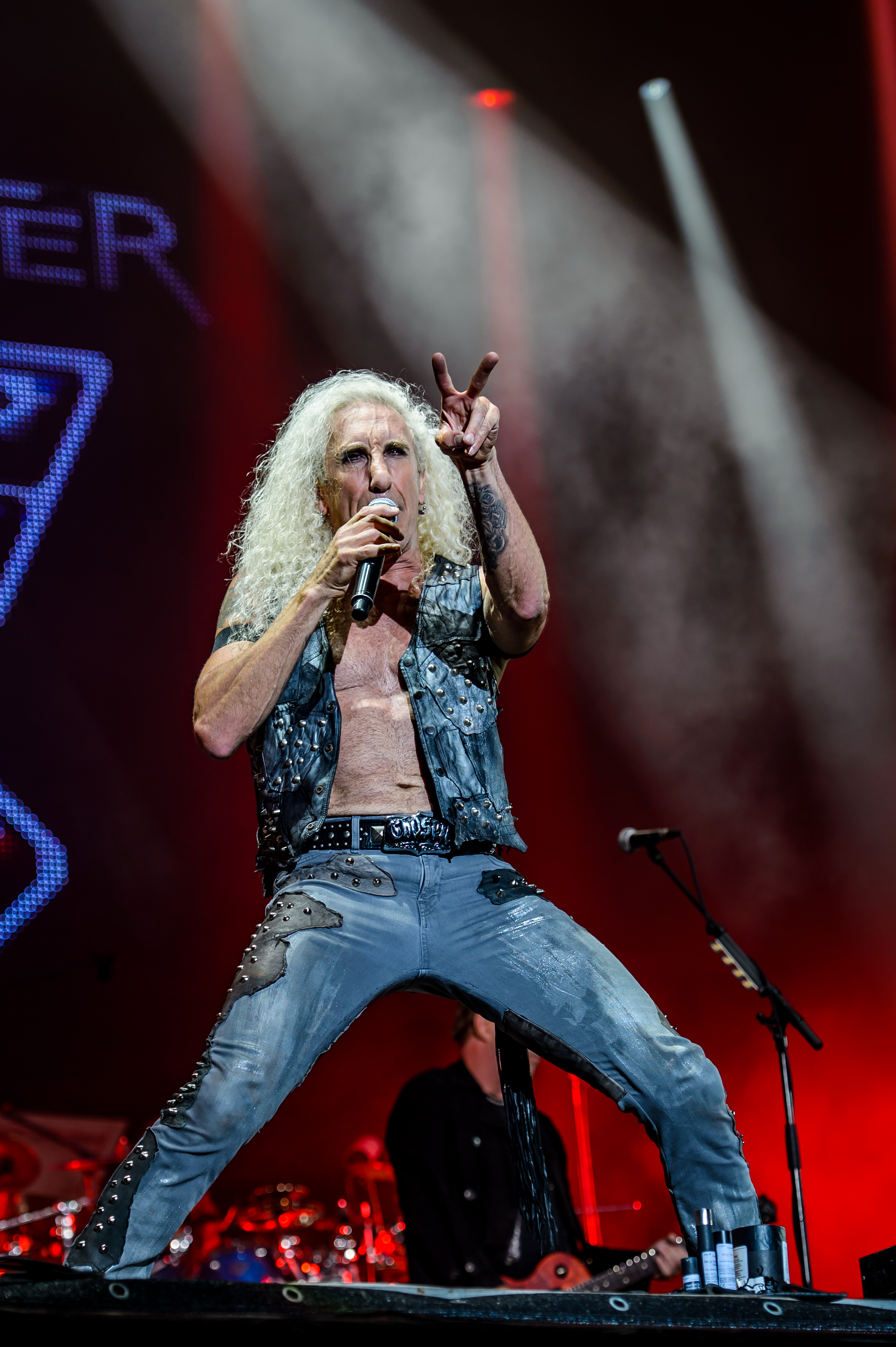
Dee Snider (2016)

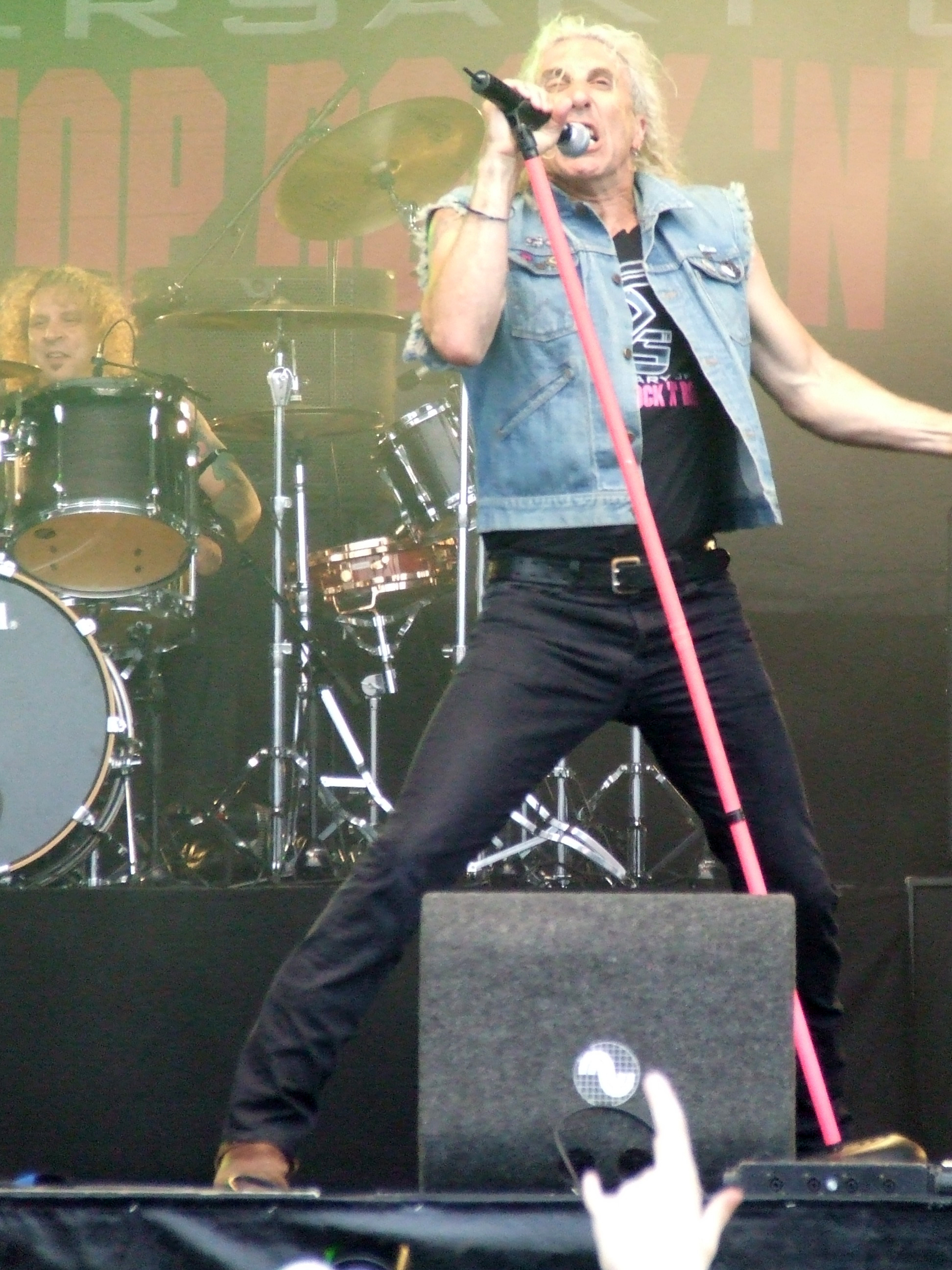
Dee Snider tijdens een optreden op het Arrow Rock Festival in Nijmegen (2008)

David Daniel "Dee" Snider (Long Island, 15 maart 1955) is de zanger van de Amerikaanse hairmetal-band Twisted Sister. Hij is tevens radiopresentator en acteur.
Snider groeide op in Baldwin. Als kind zong hij in een kerkkoor en in verschillende schoolkoren. Hij ontwikkelde een voorliefde voor kleding die anders was dan die van zijn leeftijdsgenoten en wilde al vroeg zanger in een band worden. Na al in verschillende andere groepen te hebben gezeten werd Snider in 1976 zanger en tekstschrijver bij Twisted Sister, een band die toen nog maar drie jaar bestond en waarmee hij verschillende succesvolle albums maakte.
In 1985 kwam Snider in het nieuws door zijn getuigenis tijdens een hoorzitting van de Amerikaanse Senaat, die werd gehouden op aandringen van onder andere het Parents Music Resource Center (PMRC). Deze actiegroep, mede opgericht door Tipper Gore, wilde door middel van wetgeving de vermeende verderfelijke invloed van popmuziek op Amerikaanse jongeren terugdringen. Net als John Denver en Frank Zappa verklaarde Snider zich voor de Senaatscommissie tegen deze plannen.
Na het uiteenvallen van Twisted Sister in 1987 was Snider betrokken bij de bands Desperado, Widowmaker en Dee Snider's SMFs (Sick Mother Fuckers). In 1999 werkte hij mee aan het tribute-album Humanary Stew (1999), een eerbetoon aan Alice Cooper, waarop hij de vocalen van het nummer Go To Hell voor zijn rekening nam. In 2000 kwam een solo-album van hem uit, Never Let the Bastards Wear You Down, met daarop een aantal tot dan toe niet uitgebrachte nummers. In 2003 kwam Twisted Sister weer bij elkaar en ging de band weer op tournee. Snider was verder te horen op enkele andere tribute-albums, waaronder het aan Iron Maiden gewijde Wasted Years (2005).
Snider schreef en produceerde de speelfilm Strangeland (1998), waarin hij zelf ook meespeelde. Ook had hij rollen in een aantal andere films, waaronder Warning: Parental Advisory (2002). Ook schreef en zong hij de intromuziek van The Terrible Thunderlizards (1993), een subserie van de animatieserie Eek! the Cat op Fox Kids. Tevens werd er een aflevering van de Thunderlizards aan hem gewijd, waarbij de hoofdpersonen de Dee Snidersaur, een dinosaurusrockzanger met wild krullend blond haar moesten redden.
Vanaf 1999 werd Snider populair als presentator van Dee Snider Radio, een ochtendprogramma op Radio 104 (WMRQ), een station in Hartford, CT. Later presenteerde hij de landelijk uitgezonden radioshow House of Hair. Sinds juni 2006 heeft hij een programma op Fangora Radio, een kabelstation. Zijn stem is vaak te horen in documentaires. In 2008 komt hij in beeld bij Gordon Ramsays 'Oorlog in de keuken goes USA'.
Snider is de auteur van het boek Dee Snider's Teenage Survival Guide.
Hij woont samen met zijn vrouw Suzette (met wie hij in 1981 trouwde) en hun vier kinderen in East Setauket, NY.
In de 21e eeuw toert hij weer met Twisted Sister, vooral op grote festivals en soms als headliner.
Op Wacken Open Air 2015 trad hij met een orkest op, voor een lange versie van We're not gonna take it, van Twisted Sister. Snider zei dat dit de korste set ooit was in zijn carrière, ca. acht minuten. Op de andere dag, zong hij nog een nummer extra.